# Лиственная (гора)
Лиственная гора — гора на Среднем Урале в Свердловской области, Россия в 6 км к северо-востоку от Екатеринбурга, возле ЕКАДа (23 км), между городами Верхняя Пышма и Берёзовский около посёлка Садовый. На горе расположена лыжная база всероссийского значения «Гора Лиственная», на которой постоянно проходят соревнования по лыжным видам спорта. Гора также является популярным местом отдыха у жителей города у жителей Екатеринбурга и других окрестных городов и посёлков.

## Географическое положение
Гора Лиственная расположена в муниципальном образовании «Берёзовский городской округ», на правом берегу реки Пышма, в 6 километрах к северо-западу от города Берёзовский, в 0,5 километрах от ЕКАД на участке между городом Берёзовский и городом Верхняя Пышма. Гора высотой в 306,3 метра.

## Описание
Гора почти полностью покрыта смешанным лесом, скальные выходы отсутствуют. Имеется несколько полян. В основном безлесные места — это вырубки под лыжные трассы и саму базу. От ЕКАДа к лыжной базе идёт шоссе.

## О горнолыжном курорте
Лиственная гора используется начинающими горнолыжниками и сноубордистами, в том числе для обучения с инструктором.
Горнолыжный комплекс рассчитан на однодневное катание и предназначен для опытных спортсменов Здесь установлены 4 бугельных подъёмника, работает система искусственного оснежения, в тёмное время суток на склонах горы включается освещение. В горнолыжном комплексе действуют 5 трасс:
- Трасса «Клубная» № 2: — длина 540 м, перепад высот 70,5 м, ширина — 33,5 м, угол наклона 9 градусов;
- Тюбинговая трасса: длина 200 м; предназначена для катания на «ватрушках», оборудована специальной канатной дорожкой;
- Трасса «SnowPark»: длина 150 м, перепад высот 70,5 м; включает в себя серию профессиональных и учебных трамплинов для фристайла;
- Трасса «Фасадная»: длина 200 м;
- Лыжная трасса: длина 8 км.